# هلنیو هررا
هلنیو هررا گاویلان (به اسپانیایی: Helenio Herrera Gavilán) ‏(زادهٔ ۱۰ آوریل ۱۹۱۰ – درگذشتهٔ ۹ نوامبر ۱۹۹۷) بازیکن و مربی فوتبال اهل آرژانتین با ملیت فرانسوی بود. او بیشتر به خاطر موفقیت‌ها و دستاوردهایش با اینتر میلان در دههٔ ۱۹۶۰ به یاد آورده می‌شود.
هررا در طول دوران مربیگری‌اش توانست ۴ عنوان قهرمانی لالیگا (با اتلتیکو مادرید و بارسلونا) و ۳ عنوان قهرمانی سری آ (با اینتر میلان) به دست آورد. او همچنین توانست اینتر میلان را دو بار پیاپی در فصول ۱۹۶۳–۱۹۶۴ و ۶۵–۱۹۶۴ به عنوان قهرمانی اروپا برساند. او عناوین و جام‌های دیگری را نیز به دست آورده‌است و به عنوان یکی از برترین مربیان تاریخ شناخته می‌شود.
هررا احتمالاً اولین مربی است که بابت عملکرد تیمش اعتبار و توجه کسب کرد و در این روند تبدیل به یک فوق ستاره در دنیای فوتبال شد. تا آن زمان، مربیان در تیم‌ها چهره‌های حاشیه‌ای‌تری بودند و همهٔ تیم‌ها در سراسر اروپا به خاطر بازیکنان تک ستارهٔ سرشناس‌شان معروف بودند؛ به‌طور مثال رئال مادریدِ دی استفانو؛ در حالی که اینتر دههٔ ۱۹۶۰ همچنان به عنوان اینترِ هررا شناخته می‌شود. او بنیان گذار سبک دفاعی به نامکاتاناچیو بود که با این سبک دفاعی توانست اینتر را ۲بار پیاپی قهرمان لیگ قهرمانان اروپا کند 
سیستمی که اکنون مربیان سرشناسی مثل مورینیو، سیمئونه، مانچینی، آریگو ساکی بودند. وی نخستین مربی فوتبال است که بطور جدی به بازتعریف نقش حیاتی مربی در یک تیم فوتبال پرداخت و نقش مربی را بالاتر از همه ارکان باشگاه دانست. سختگیری های مکرر و جدیت او، باعث شد بیل شنکلی که فوتبال را فراتر از مرگ و زندگی میداند، در وصفش بگوید: هررا مردی بی رحم است که به هر قیمتی میخواهد برنده باشد.

## افتخارات

### مربی
اتلتیکو مادرید
- لا لیگا: ۵۰–۱۹۴۹، ۵۱–۱۹۵۰
- کوپا اوا دیورته: ۱۹۵۰

بارسلونا
- لا لیگا: ۵۹–۱۹۵۸، ۶۰–۱۹۵۹
- کوپا دل ری: ۵۹–۱۹۵۸، ۸۱–۱۹۸۰
- اینتر-سیتیز فیرز کاپ: ۵۸–۱۹۵۵، ۶۰–۱۹۵۸

اینتر میلان
- سری آ: ۶۳–۱۹۶۲، ۶۵–۱۹۶۴، ۶۶–۱۹۶۵
- جام باشگاه‌های اروپا: ۶۴–۱۹۶۳، ۶۵–۱۹۶۴
- جام بین قاره‌ای فوتبال: ۱۹۶۴، ۱۹۶۵

آ. اس. رم
- جام حذفی فوتبال ایتالیا: ۶۹–۱۹۶۸

### فردی
- تالار مشاهیر فوتبال ایتالیا: ۲۰۱۵
- چهارمین مربی برتر تاریخ به انتخاب ورلد ساکر: ۲۰۱۳
- پنجمین مربی برتر تاریخ به انتخاب ای‌اس‌پی‌ان: ۲۰۱۳
- هفتمین مربی برتر تاریخ به انتخاب فرانس فوتبال: ۲۰۱۹